# Pied-en-bêche occidental
Spea hammondii
Espèce
Synonymes
- Scaphiopus hammondii Baird, 1859 "1857"

Statut de conservation UICN

 NT  : Quasi menacé
Le Pied-en-bêche occidental, Spea hammondii, est une espèce d'amphibiens de la famille des Scaphiopodidae.

## Répartition
Cette espèce est endémique du centre-Ouest de l'Amérique du Nord. Elle se rencontre jusqu'à 1 363 m d'altitude :
- en Californie aux États-Unis ;
- dans le nord-ouest du Mexique en Basse-Californie.

## Étymologie
Cette espèce est nommée en l'honneur de John Fox Hammond (1820-1886).

## Publication originale
- Baird, 1859 "1857"  : Reports of explorations and surveys, to ascertain the most practicable and economical route for a railroad from the Mississippi River to the Pacific Ocean. Made under the direction of the secretary of war, in 1853-6, Washington, D.C., vol. 10, no 4, p. 9-13 (texte intégral).